# Элдерфилд, Роберт
Роберт Кули Элдерфилд (англ. Robert Cooley Elderfield, 30 мая, 1904, Ниагара-Фолс (Нью-Йорк) — 10 декабря, 1979) — американский ученый. Начинал свою исследовательскую деятельность с изучения сердечных гликозидов и агликонов. В дальнейшем работал над синтезом примахина, и других антималярийных препаратов. Также в конце своей жизни проводил исследования противораковых препаратов.

## Биография
Роберт родился в Ниагара-Фолс 30 мая 1904 года. Его отец, Чарльз Джеймс Элдерфилд, в возрасте 14 лет ушел из школы, чтобы работать и помогать семье. Там он встретил будущую мать Роберта, Нэлли Кули и в 1901 году взял ее в жены. Нэлли Кули была родом из Канандейгуа, штат Нью-Йорк, где училась на секретаря. Прадед Роберта по линии отца, Чарльз Элдерфилд, был родом с острова Уайт, Англия. Он был опытным столяром и вместе со своей женой Эллен Крол эмигрировал в Гамильтон, провинция Онтарио, и затем переехал в Ниагара-Фолс, штат Нью-Йорк.
Роберт Элдерфилд окончил среднюю школу в 1920 году, после чего поступил в подготовительную школу Шоэт в Уоллингфорде, штат Коннектикут. Затем, перед поступлением в Массачусетский технологический институт (МИТ), он посещал колледж гуманитарных наук, Колледж Уильямс, и провёл дополнительный год в школе Шоэт для изучения латинского языка. В колледже Роберт специализировался в области химии со второй специальностью по немецкому языку. В последний свой год в колледже Роберт работал ассистентом в химической лаборатории. В 1926 году он получил степень бакалавра гуманитарных наук. В течение летних каникул он работал на химических заводах в Ниагара-Фолс. В 1930 году он получил степень доктора философии МИТ и в 1930 году был назначен ассистентом Уолтера А. Якобса в Рокфеллерском институте медицинских исследований в лаборатории химической фармакологии. В 1936 году Элдерфилд переехал в Колумбийский университет, где он работал в должности помощника профессора всего год, а затем доцентом в период с 1937 по 1941 год. Должность профессора химии он занимал в период с 1941 по 1952 год. В 1952 году Элдерфилд был приглашен в Мичиганский университет в качестве профессора химии.

## Семья
У Роберта была приемная сестра, Эстер, которую родители удочерили в возрасте восьми лет, в то время как он учился в школе Шоэт. Её мать погибла во время эпидемии гриппа в 1918 году.
Во время учебы в МИТ Роберта назначили на должность ассистента в лаборатории. Одной из студенток бакалавриата, к которой его приставили, была Мэри Элизабет (Полли) Бетс, с ней они и сочетались браком летом 1930 года. Она родилась в Филадельфии и воспитывалась в Вашингтоне. В этом браке родились две дочери: Нэнси Элдерфилд Холл Шэнахэн и Маргарет Хэлен Элдерфилд Ритчи. Мэри умерла в феврале 1999 года.

## Научные исследования
В 1928 вышла первая статья Роберта в соавторстве с профессора МИТ Л. Дэвисом посвящённая каталитическому синтезу метиламина из метанола и аммиака. В 1932 и 1933 на основе диссертационных исследований они опубликовали еще две статьи.
В Рокфеллерском институте медицинских исследований, вместе с Уолтером А. Якобсом в лаборатории химической фармакологии, Роберт Элдерфилд сосредоточил свои исследования на сердечных гликозидах. Одной из основных целей исследования было определение каких-либо структурных взаимосвязей, поэтому они работали с теми источниками гликозидов (например, растение Строфант Комбе), в которых их содержание было наибольшим. Методы сравнения веществ были ограничены в основном УФ спектроскопией и анализом физических свойств веществ. С помощью манипуляций синтеза и анализа структура строфантидина была соотнесена со структурой периплогенина. В дальнейшем их структуры были соотнесены со структурами дигитоксигенина и гитоксигенина.
Так же его исследования показали, что сердечные агликоны тесно связаны с холестерином и желчными кислотами. Личный вклад Элдерфилда в Рокфеллерском университете заключался в определении структуры редкого сахара цимарозы и его связи с дигиталозой.
В Колумбийском университете Элдерфилд занимался исследованием алкалоидов. Также он занимался синтезом модельных ненасыщенных лактонов, родственных с сердечными агликонами. Со своей группой он разработал общие методы синтеза кардиологических лекарств из встречающихся в природе производных стеринов.
Фармакологическая активность представителей ряда лактонов и агликонов была определена в совместной работе с К. К. Ченом в Eli Lilly and Company в Индианаполисе, Индиана.
В годы Второй мировой войны Элдерфилд был членом секции Национального комитета оборонных исследований (National Defense Research Committee) и работал с взрывчатыми веществами.
В Колумбийской исследовательской лаборатории Роберт Элдерфилд со своими сотрудниками работал над синтезом возможных лекарств аминохинолинового ряда. В одном из синтетических процессов они обнаружили новые перегруппировки и разработали несколько препаратов против рецидивирующей трехдневной малярии, которые оказались более эффективными по сравнению со своими предшественниками. Более того, они открыли эффективный метод синтеза чистого примахина, путём каталитического восстановительного конденсирования 6-метокси-8-аминохинолина с 1-диэтиламинопентаном-4-оном.
С 1952 года в Мичиганском университете Элдерфилд продолжил работу над противомалярийными препаратами и алкалоидами из растений рода Альстония, изучение их структуры и синтез. Со своими студентами из Мичигана он начал исследования по новым анионным реакциям ароматического замещения и принял участие в реализации программы по потенциальным противораковым препаратам.

## Педагогическая деятельность
В годы своей работы в Колумбийском Университете, Роберт Элдерфилд занимался преподавательской деятельностью и читал углубленный курс лекций, а также проводил лабораторный курс по органической химии.

## Основные труды
Автор и редактор девятитомника «Гетероциклические соединения». В США издание сборника было начато в 1950 году.

## Почести и награды
- Президентский Сертификат за заслуги (1948)
- Членство в Национальной академии наук (1949)
- Звание почетного доктора Колледжа Уильямса (1952)
- Премия за выдающиеся достижения на факультете Мичиганского университета (1969)

## Личные качества и увлечения
Хотя Роберт Элдерфилд был довольно серьезным и жестким человеком, к нему можно было всегда обратиться за помощью. Он помог многим студентам, попавшим в ту или иную беду. Роберт поддерживал аспирантское сообщество в Колумбии и с другими членами факультета выделил капитал для того чтобы из классной комнаты сделать комнату для семинаров.
В свободное время Роберт любил рыбачить, а во время отдыха мог обеспечить всю свою семью завтраком или ужином. Помимо этого он мог приготовить сахарное печенье для своих дочек или рыбную похлебку и рагу. Иногда они собирались со студентами и сотрудниками на барбекю. Со своей женой Полли Роберт часто играл в карточную игру криббедж.